# Country pop
El country-pop, és un gènere musical format a través de la música country amb influències del pop i el soft rock, que va sorgir en Nashville i es va fer popular en els anys 1970.

## Artistes destacats
Aquests són alguns dels artistes més destacats de country-pop:
- Anne Murray
- Alessandra Sierra
- Estelle Lature
- Billy Ray Cyrus
- Bridgit Mendler
- Canaan Smith
- Carmen Rasmusen
- Carrie Underwood
- Charlie Daniels
- Chips
- Debby Ryan
- Dixie Chicks
- Dolly Parton
- Eddie Rabbitt
- Faith Hill
- Glen Campbell
- Jamie Lynn Spears
- Jennette McCurdy
- Jessica Simpson
- Jewel
- John Austin
- Juice Newton
- Julianne Hough
- Keith Urban
- Kellie Pickler
- Kenny Rogers
- Kikki Danielsson
- Lady Antebellum
- LeAnn Rimes
- Lynn Anderson
- Mac Davis
- Miley Cyrus
- Olivia Newton-John
- Rascal Flatts
- Restless Heart
- Ronnie Milsap
- Sara Evans
- Shania Twain
- Taylor Swift
- Trace Adkins

Artistes destacats
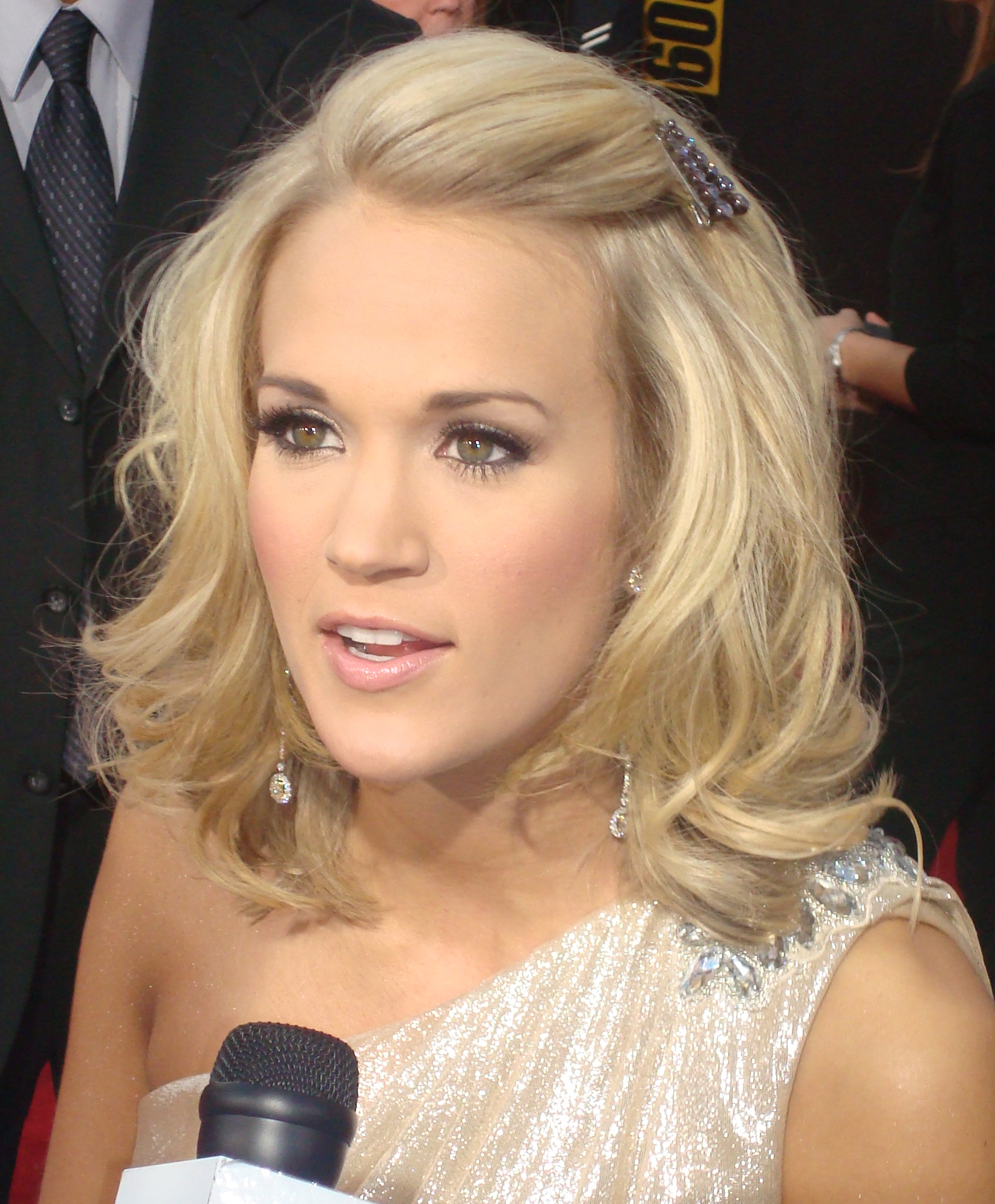
Carrie Underwood
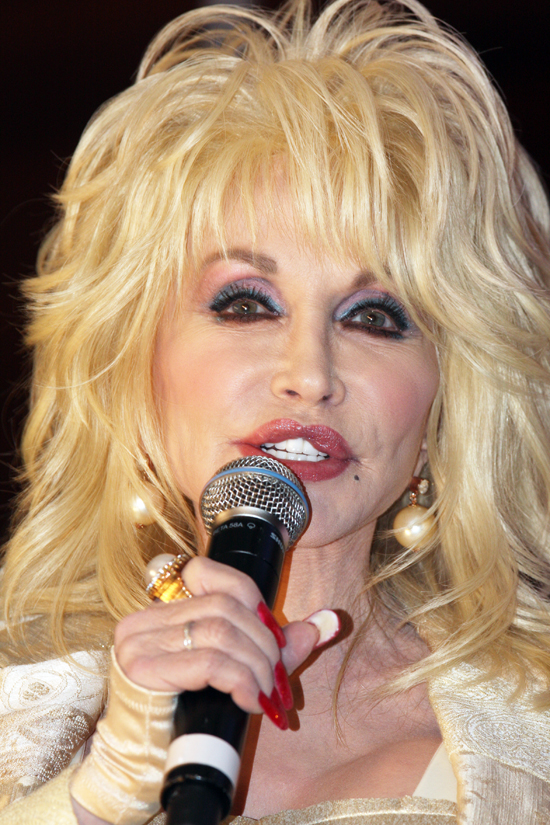
Dolly Parton
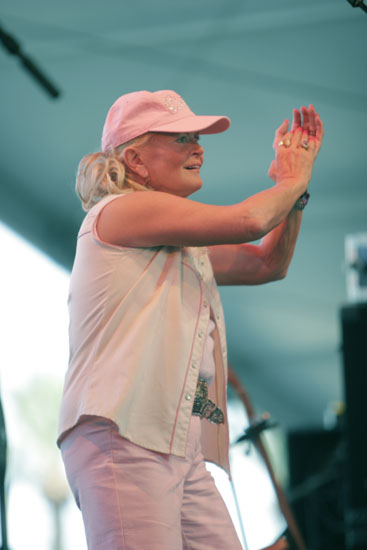
Lynn Anderson
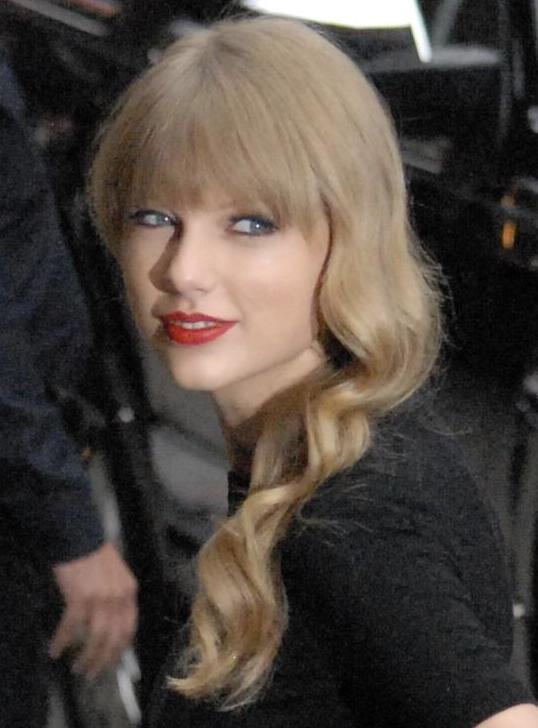
Taylor Swift